# Хроника Евсевия

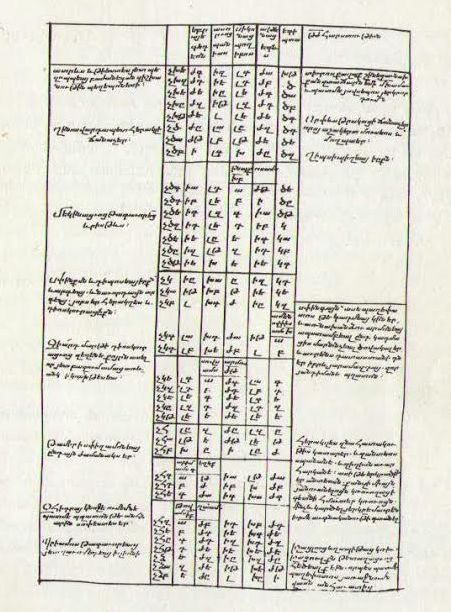
Рукопись XIII века армянского перевода

Хроника — написанный в начале IV века фундаментальный труд Евсевия Кесарийского, суммировавший данные античной хронографии, объединивший её с библейской и ставший основой многих средневековых хроник. Полноценный текст сохранился только в армянском переводе V века. Возможно, самое раннее произведение Евсевия.

## Автор и время создания
Евсевий Кесарийский (лат. Eusebius Caesariensis) — епископ Кесарийский, родился, вероятно, в Кесарии Палестинской в 60-х гг. III в.
Он получил солидное образование у пресвитера Памфила, чьё имя в знак глубокого уважения к своему учителю он впоследствии добавил к своему собственному. Евсевий принимал участие в сборе и систематизации раннехристианских и других авторов для библиотеки, основанной Памфилом в Кесарии. Идентифицируя и корректируя рукописи, готовя справочные пособия, к которым, возможно, относилась его «Хроника», он превратился из простого архивариуса в архивариуса-исследователя. Такой «кабинетный» образ жизни, позволявший Евсевию спокойно заниматься литературной деятельностью и расширять свои знания, продолжался до самого начала IV в.
Эдикт императора Диоклетиана от 23 февраля 303 г., открывший полосу антихристианских гонений, резко изменил судьбу кесарийского затворника. Для него настало время скитаний по Палестине, Египту и Финикии, когда он оказался свидетелем жестоких расправ над своими единоверцами. В течение нескольких лет Евсевий разделял с Памфилом тюремное заключение в Кесарии, и там же пережил мученическую смерть учителя и покровителя. После прекращения гонений в 311 г. он перебрался в Тир, где был посвящён в сан предстоятеля кесарийской церкви. Евсевий Кесарийский скончался в 339 г., немного не дожив до своего восьмидесятилетия.

## Общая характеристика
В первой её части, «Хронографии», даётся сжатый обзор истории ряда древних народов, включая списки царей и продолжительности их правления. Вторая часть, «Хронологические каноны», представляет собой сборник синхронических таблиц основных событий истории от библейского Авраама до 325 г. Из-за противоречий между датировкой библейских событий в еврейском тексте и Септуагинте Евсевий начал изложение лишь с Авраама, отметив, что дата сотворения мира в различных версиях Библии различается.
В этом труде Евсевий, опираясь на более ранних авторов, разработал хронологию истории, ориентированную на передачу её универсального характера и смысла. «Хроника» — это одновременно и историческое, и теологическое сочинение, ибо главной её задачей было доказать на исторических фактах древность и основанный на ней авторитет Ветхого Завета. Заслуга Евсевия в том, что он попытался упорядочить по времени основные исторические события всемирной истории.
Античные документальные источники не утруждали себя абсолютным летоисчислением в годах, временная привязка осуществлялась по правлению царей. Надписи обычно составлялись так: такое-то событие произошло в такой-то год правления данного государя, или консульства таких-то лиц в Древнем Риме. В античном мире не было единого начала отсчёта лет, каждый город в Греции имел собственный календарь и даже месяцы считались по-разному.

## Последующая традиция
Оригинал Хроники на греческом языке утерян, но обе части сохранены в переводе на армянский, сделанном в VI веке, хотя дошедший до нас манускрипт датируется XII—XIII в.
В 1787 г. манускрипт был обнаружен в Иерусалиме и переведён на латинский, а затем в конце XIX в. историки нашли более ранний манускрипт в Армении. Существует несколько переводов армянской версии, которые в целом совпадают с «Канонами», известными ранее в Европе по переводу св. Иеронима с греческого на латинский. Монах Иероним сделал перевод в 380 году в Константинополе.
Значительные извлечения из «Хронографии» были также сохранены более поздними авторами, особенно византийским епископом IX в. Георгием Синкеллом.
«Хроника» переводилась на русский язык лишь частично, часть, посвящённая римской эпохе, опубликована в переводе с латинского.

### На иностранных языках
- «Хроника Евсевия» в издании Скалигера (Амстердам, 1658. 1532 p.)
- Eusebius: Chronicle  на сайте attalus.org. Вводная часть сочинения (p. 1-295 по изданию Schoene-Petermann)
- Chronicle, part1 (pp. 16-187), by Jerome. Хронологические каноны Евсевия в переводе Иеронима от 2016 до 523 гг. до н. э.
- Chronicle, part2 (pp. 188-332), by Jerome. Хронологические каноны Евсевия в переводе Иеронима от 520 до н. э. до 379 г.

### Историография
- Catholic Encyclopedia article
- Ващева И. Ю. Проблема хронологии и «Церковные истории» IV—VII веков: доклад на Международной научной конференции «Время в координатах истории». Москва, 29-30 октября 2008 года.
- Ващева И. Ю. Евсевий Кесарийский и проблема христианской историографии // Вестник Нижегородского университета им. Н. И. Лобачевского. Серия История. Выпуск 1. Н. Новгород, 2002. С. 5-12.
- Richard W. Burgess, Witold Witakowski. Studies in Eusebian and post-Eusebian chronography. 1999. (частичный просмотр на Гуглбукс